# Lithobius pilicornis
Lithobius pilicornis är en mångfotingart som beskrevs av Newport 1844. Lithobius pilicornis ingår i släktet Lithobius och familjen stenkrypare.

## Underarter
Arten delas in i följande underarter:
- L. p. luridus
- L. p. pilicornis